# Fréland
Fréland – miejscowość i gmina we Francji, w regionie Grand Est, w departamencie Górny Ren.
Według danych na rok 1999 gminę zamieszkiwały 1292 osoby, 65 os./km².

## Historia
W 1941 w Ursprung pod Fréland Niemcy założyli obóz dla 30 polskich jeńców wojennych (Arbeitskommando lagier nr 491). W 1944, po lądowaniu aliantów w Normandii w czerwcu 1944 roku, Niemcy planowali zlikwidować obóz. W nocy 26/27 sierpnia 1944 roku, dzięki pomocy miejscowego proboszcza Raymonda Voegelego (a po wojnie pierwszego mera miejscowości), Polakom udało się zbiec. Ukrywającym się Polakom, do czasu wyzwolenia tych terytoriów przez wojska amerykańskiego na początku grudnia 1944 roku, pomagali okoliczni mieszkańcy.
W 2022, za udzieloną polskim żołnierzom pomoc, Prezydent RP odznaczył pośmiertnie Medalem Virtus et Fraternitas siedmioro mieszkańców Fréland: Marie Gorius, Eugèna Goriusa, Rosalie Fogel, Jeanine Humbert, Léona Humberta, Hélène Pionstka, Raymonda Voegelego.